# Astragalus sutchuenensis
Astragalus sutchuenensis är en ärtväxtart som beskrevs av Adrien René Franchet. Astragalus sutchuenensis ingår i släktet vedlar, och familjen ärtväxter. Inga underarter finns listade i Catalogue of Life.